# 黑邊岩遊䲁
黑邊岩遊䲁（學名：Enneanectes atrorus），為輻鰭魚綱䲁形目三鰭䲁科岩遊䲁屬的一個種，分布於西大西洋巴哈馬及古巴海域，深度1至15公尺，本魚體延長，頭部中等，吻長且斜裂，眼睛前部和鼻孔周圍沒有刺，眼睛上方有短觸鬚，頸背上沒有觸鬚，上顎兩側沒有牙齒，側線2段，稍重疊，前部的鱗片有孔12-13枚，後部的鱗片有缺口19-22枚，鰓蓋有或無鱗，胸基部和腹部無鱗，身上的鱗片粗糙，側線後部上方有3排鱗片，身體半透明，有5條棕色至黑色的斜深色條紋，最後3條為深色，最後一道條紋頂部較寬，前緣向後傾斜，沿著第二背鰭基部有暗斑，背鰭3個，背鰭硬棘13-16枚、背鰭軟條7-10枚、臀鰭硬棘0枚、臀鰭軟條16枚，體長可達3.3公分，成魚生活在沙底質包圍的礁石，雌魚產附著性卵在藻類築的巢，雄魚會守護卵，幼魚為浮游性，生活習性不明。